# America the Beautiful
«America the Beautiful» (Америка-вродливиця) — американська патріотична пісня, одна з найулюбленіших патріотичних пісень серед американців. Пісня «Америка-вродливиця» була названа в Америці вершиною у висловлюванні патріотичних почуттів.
В Україні пісня широко відома, зокрема, завдяки використанню її у радянському фільмі «Багач, бідняк…» (1983), [джерело?] де вона звучить у виконанні Елвіса Преслі.

## Історія

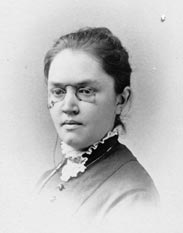
Кетрін Лі Бейтс — авторка слів

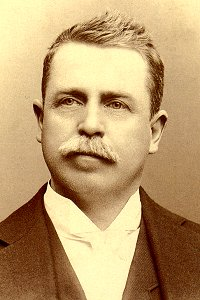
Семюель Огастес Ворд — автор музики, використаної для пісні

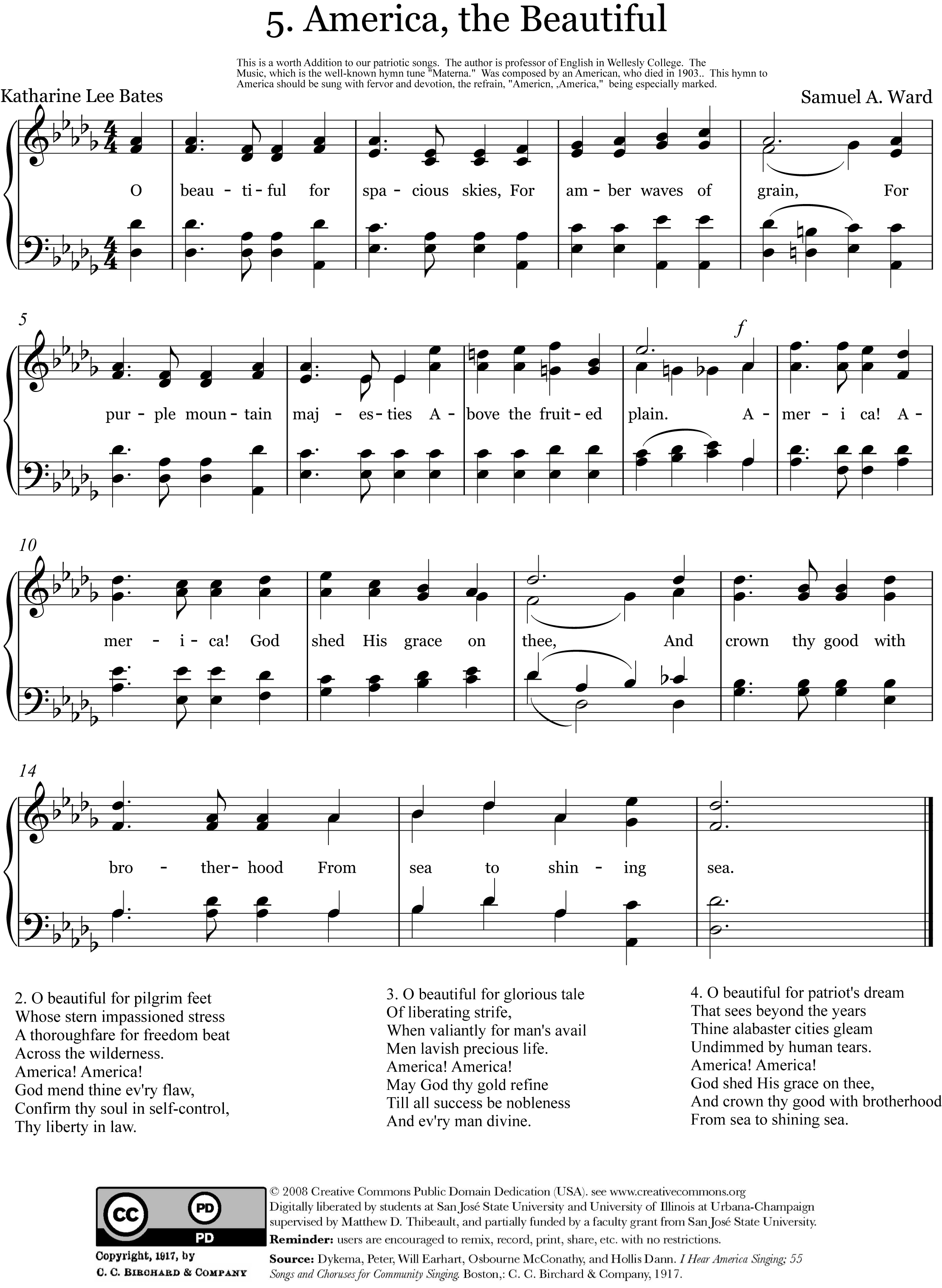
Ноти до пісні

Слова пісні й музика були написані незалежно одне від одного і спочатку не були пов'язані поміж собою.
За переказами самої Бейтс, ідея віршу була навіяна їй під час сходження на пік Пайкс, а точніше — вже під час вимушеного стрімкого спуску з нього.
1893 року Бейтс, будучи професором англійської літератури в коледжі міста Велслі, здійснила поїздку до штату Колорадо. Тут вона разом з іншими узяла участь у сходженні на пік Пайкс. Коли до вершини залишалося зовсім трохи, двом учасникам стало зле від нестачі кисню в розрідженому повітрі й усі, посідавши на підводи, вирушили вниз із гори, не встигнувши достатньо насолодитися краєвидами. Саме в той момент, як згадувала згодом Бейтс, вона все ж таки поглянула навкруги й чудовий краєвид надихнув її на ідею вірша.
Виїжджаючи з Колорадо-Спрінгс, Бейтс записала у свій щоденник чотири строфи вірша. У Велслі робота забирала у Бейтс весь час і вона не надавала цім віршам потрібної уваги до наступного літа. Влітку вона переписала вірш і відіслала його у редакцію газети «Конгрегаціоналіст» (The Congregationalist). 4 червня (День незалежності США) 1895 року вірш Бейтс вперше був надрукований у тижневику «Конгрегаціоналіст».
Гімн привернув неочікувану для поетеси увагу читачів. Майже відразу він був покладений на музику композитором Сайласом Гамаліїлем Праттом (англ. Silas G. Pratt). З'явилися й інші варіанти музики до цих віршів. Авторка отримувала багато листів з проханням переробити текст. 1904 року вона переробила вірш. Нова версія його з'явилася у газеті Boston Evening Transcript від 19 листопада 1904 року під назвою «Америка». Бейтс продовжувала роботу над своїм віршем до 1911 року, коли вийшла друком збірка її поезій «Америка-вродливиця та інші вірші» (America the Beautiful and Other Poems). Версія пісні саме в цьому виданні є найвідомішою в Америці. 1913 року нею було зроблено ще деякі зміни, після чого з'явився кінцевий варіант гімну.
Пісня ставала дедалі відомішою і популярнішою. Її наспівували під різноманітні вже існуючі мелодії, інколи переробляли під той чи інший мотив. Найпопулярнішим мотивом на ці вірші була мелодія відомої шотландської пісні «Auld Lang Syne», написаної 1789 року. Пропонувалися також оригінальні мелодії, написані безпосередньо на слова пісні Бейтс, зокрема від її колег і друзів. Бейтс ухилялася від надання переваги якому-небудь варіантові музики. Пізніше пісню почали виконувати з музикою, написаною 1882 року церковним органістом і хормейстером з міста Ньюарк (штат Нью-Джерсі) Семюелем Огастесом Вордом. Музика Ворда була написана до гімну 16-го століття «О дорогий Єрусалиме» (англ. O mother dear, Jerusalem). З музикою Ворда пісня виконується досьогодні.
За переказами, Ворд вигадав свою мелодію, коли повертався з прогулянки по півострову Коні-Айленд у Нью-Йорку. Не маючи під рукою паперу, він написав ноти на манжеті сорочки. Ворд назвав мелодію «Materna» і вперше видав її, за різними даними, або у 1888 році, або у 1892 році як церковний гімн.
1904 року Кларенс Огастес Барбаур (англ. Clarence A. Barbour), баптистський священик з міста Рочестера (штат Нью-Йорк) помітив, що каденції «Америки» Бейтс й «Матерни» Ворда збігаються. Достеменно невідомо, чи саме він був перший, хто поєднав ці музику й вірш, однак відомо, що гімн став популярним у його церкві, а потім у Рочестері і його околицях. 1910 року Барбаур підготував збірку церковних гімнів « Fellowship Hymns», в якій під № 266 був гімн на музику С. О. Ворда і на слова К. Л. Бейтс. В цьому виданні вірш Бейтс і музика Ворда були вперше надруковані разом. Дозвіл на використання музики дала вдова композитора.
Незважаючи на популярність музики Ворда, ще висловлювалися думки про необхідність написання оригінальної музики для цієї пісні.
1926 року Національна федерація музичних клубів провела конкурс з написання оригінальної музики до віршу Бейтс, але не змогла обрати переможця і музика Ворда виявилася найкращою й так залишилася музикою для гімну.

## Текст
O beautiful for spacious skies,
For amber waves of grain,
For purple mountain majesties: Above the fruited plain!
America! America!
God shed His grace on thee,
And crown thy good with brotherhood: From sea to shining sea!
O beautiful for pilgrim feet: Whose stern impassion'd stress: A thoroughfare for freedom beat: Across the wilderness: America! America!
God mend thine ev'ry flaw,
Confirm thy soul in self-control,
Thy liberty in law.
O beautiful for heroes prov'd: In liberating strife,
Who more than self their country lov'd,
And mercy more than life.
America! America!
May God thy gold refine: Till all success be nobleness,
And ev'ry gain divine.
O beautiful for patriot dream: That sees beyond the years: Thine alabaster cities gleam: Undimmed by human tears.
America! America!
God shed His grace on thee,
And crown thy good with brotherhood: From sea to shining sea.

## В масовій культурі
- У відеогрі Fallout 3 мелодія пісні регулярно звучить на радіо Анклаву.